# Cesarstvo sonca
Cesarstvo sonca (angleško Empire of the Sun) je ameriški epski vojni film o odraščanju iz leta  1987, posnet po delno avtobiografskem romanu Imperij sonca iz leta 1984. Režiral ga je Steven Spielberg, v glavnih vlogah pa nastopajo Christian Bale, John Malkovich, Miranda Richardson in Nigel Havers. Film prikazuje zgodbo dečka Jima Grahama (Bale), ki z bogato družino živi v Šanghaju, med drugo svetovno vojno pa pristane v japonskem taborišču za vojne ujetnike. 
Prvotno sta bila za režiserja predvidena Harold Becker in David Lean, Spielberg pa je k projektu pristopil kot producent za Leana. Pritegnila ga je osebna povezava z Leanovimi filmi in tema druge svetovne vojne. Film je bil premierno prikazan 11. decembra 1987 v omejenem številu kinematografov, dva tedna kasneje pa v večjem številu ameriških kinematografov. Naletel je na dobre ocene kritikov, toda sprva ni bil finančno uspešen, šele z uspehom na drugih težiščih je prinesel lep dobiček. Na 60. podelitvi je bil nominiran za oskarja v šestih kategorijah. Nominiran je bil še za šest nagrad BAFTA, od katerih je bil nagrajen za fotografijo, izvirno glasbeno podlago in zvok ter dva zlata globusa, tudi za najboljši dramski film.

## Vloge
- Christian Bale kot Jamie »Jim« Graham
- John Malkovich kot Basie
- Miranda Richardson kot ga. Victor
- Nigel Havers kot dr. Rawlins
- Joe Pantoliano kot Frank Demarest
- Leslie Phillips kot Maxton
- Masatō Ibu kot narednik Nagata
- Emily Richard kot Mary Graham
- Rupert Frazer kot John Graham
- Peter Gale kot g. Victor
- Takataro Kataoka kot kamikaze pilot
- Ben Stiller kot Dainty
- Robert Stephens kot g. Lockwood
- Guts Ishimatsu kot nar. Uchida
- Burt Kwouk kot g. Čen
- Paul McGann kot por. Price
- Marc de Jonge kot Mathieu